# Pentacrostigma
Pentacrostigma es un género con una especie de plantas con flores perteneciente a la familia de las convolvuláceas. 

## Especies
- Pentacrostigma nyctanthum K.Afzel.